# Lygodactylus angularis
Espèce
Synonymes
- Lygodactylus heeneni De Witte, 1933
- Lygodactylus grzimeki Bannikov & Darevsky, 1969

Lygodactylus angularis est une espèce de geckos de la famille des Gekkonidae.

## Répartition
Cette espèce se rencontre au Kenya, en Tanzanie, au Congo-Kinshasa, en Zambie, au Malawi, au Mozambique et au Zimbabwe.

## Liste des sous-espèces
Selon The Reptile Database (15 octobre 2012) :
- Lygodactylus angularis angularis Günther, 1893
- Lygodactylus angularis heeneni De Witte, 1933
- Lygodactylus angularis grzimeki Bannikov & Darevsky, 1969

## Publications originales
- Bannikov & Darevsky, 1969 : Lygodactylus angularis grzimeki subsp. n. Bannikov et Darevsky from the Lake Manyara National Park, Tanzania. Zoologicheskii Zhurnal, vol. 48, p. 452-455.
- De Witte,  1933 : Description de Reptiles nouveaux provenant du Katanga (1930-31). Revue de zoologie et de botanique africaines, Bruxelles, vol. 23, n. 2, p. 185-192
- Günther, 1893 : Report on a collection of reptiles and batrachians transmitted by Mr. H. H. Johnston, C. B., from Nyassaland. Proceedings of the Biological Society of London, vol. 1892, p. 555-558 (texte intégral).